# 取材拒否の店
取材拒否の店（しゅざいきょひのみせ）は、フジテレビで2009年から2010年にかけて毎週金曜日深夜（金キラ☆ナイト枠）にレギュラー放送されていたバラエティ番組である。正式タイトルは『寺門ジモンの取材拒否の店』。レギュラー放送終了後も特番として不定期に放送されている。

## 概要
- 「芸能界イチのグルメ王」である寺門ジモンが自らの膨大なグルメコネクションを生かし、テレビに全く露出していない取材拒否のグルメの名店を紹介する。
- 最初は店名などの重要な情報がほとんど伏せられており、取材交渉の中で店主が公開を許可した部分を徐々に出していくという形をとっている。
- この番組の特色として、制作スタッフ（特に演出）が、番組MCである寺門を小馬鹿にしたりいじったりしながら取材ロケを進行する。
- 2010年3月までは前番組『キャンパスナイトフジ』終了後ステブレレスで番組が始まっていた。
- 『キャンパスナイトフジ』内で番組ラテ欄を取り上げた際、本番組を示す記述に「3.05 取材拒否」と書かれているだけのさみしい欄に、番組MCを務めるケンドーコバヤシは「ジモンさんの名前を一行入れてあげてください!」とコメントした。また、エンディングではたまに「この後はジモンさんよろしくおねがいしまーす」などと呼びかけて番組を締めることがある。
- 同年9月17日をもって放送終了。その後、同年12月25日深夜に1時間の特番として放送された。なお、2012年には後継番組として『寺門ジモンの常連めし〜奇跡の裏メニュー〜』が開始され、さらに以下の特番が放送されている。
  - 2014年12月31日に「寺門ジモンの取材拒否の店 2014」
  - 2015年9月30日に「寺門ジモンの取材拒否の店 2015秋」
  - 2015年12月21日に「寺門ジモンの取材拒否の店 2015年末」
  - 2016年3月27日に「寺門ジモンの取材拒否の店 2016年春
  - 2016年9月24日に「寺門ジモンの取材拒否の店 2016年秋」
  - 2016年12月26日に「寺門ジモンの取材拒否の店 2016年末SP」
  - 2017年3月27日に「寺門ジモンの取材拒否の店 2017年春【牛肉の聖地・松阪にジモン降臨！】」
  - 2017年10月6日に「寺門ジモンの取材拒否の店 2017年秋【三大取材拒否焼肉】」
  - 2018年1月9日に「寺門ジモンの取材拒否の店 2018年春【焼肉ラーメン寿司…名店続々】」
  - 2018年4月2日に「寺門ジモンの取材拒否の店 2018春」
  - 2018年10月2日に「寺門ジモンの取材拒否の店　2018秋<Tナイト>【初の2時間SP!新潟初上陸!】」
  - 2019年1月2日に「寺門ジモンの取材拒否の店 2019新春SP【グルメ仲間太田雄貴登場】」
  - 2019年4月6日に「寺門ジモンの取材拒否の店 2019春＜フジバラナイト　FRI＞【肉の取材拒否】」
  - 2019年10月4日に「寺門ジモンの取材拒否の店 2019秋SP＜フジテレビからの!＞」
  - 2020年4月4日に「寺門ジモンの取材拒否の店 2020春SP【北海道初上陸】」
  - 2020年10月6日に「寺門ジモンの取材拒否の店2020秋＜ブレイクマンデー24＞」
  - 2021年1月3日に「寺門ジモンの取材拒否の店2021新春SP」
  - 2021年10月2日に「寺門ジモンの取材拒否の店2021秋SP」
  - 2021年12月28日に「寺門ジモンの取材拒否の店2021年末＜Tナイト＞」

## その他
- 番組内で放送されなかった店の場所や名称は『SPA!』に掲載される。

## ナビゲーター
- 寺門ジモン（ダチョウ倶楽部）

## ネット局
| 放送地域          | 放送局              | 系列           | 放送日時             | 備考      |
| ----------------- | ------------------- | -------------- | -------------------- | --------- |
| 関東広域圏        | フジテレビ（CX）    | フジテレビ系列 | 金曜日 26:35 - 26:50 | 制作局    |
| 宮城県            | 仙台放送（OX）      | フジテレビ系列 | 日曜日 24:40 - 24:55 |           |
| 秋田県            | 秋田テレビ（AKT）   | フジテレビ系列 | 火曜日 24:45 - 25:00 | 5ヶ月遅れ |
| 富山県            | 富山テレビ（BBT）   | フジテレビ系列 | 土曜日 25:40 - 25:55 |           |
| 福井県            | 福井テレビ（FTB）   | フジテレビ系列 | 月曜日 24:40 - 24:55 |           |
| 福岡県            | テレビ西日本（TNC） | フジテレビ系列 | 水曜日 27:00 - 27:15 | 12日遅れ  |
| CS放送 (全国放送) | フジテレビONE       | フジテレビ系列 | 火曜日 17:30 - 17:50 | 4日遅れ   |
| CS放送 (全国放送) | フジテレビONE       | フジテレビ系列 | 水曜日 14:00 - 14:20 | 5日遅れ   |
| CS放送 (全国放送) | フジテレビTWO       | フジテレビ系列 | 火曜日 20:30 - 20:50 | 4日遅れ   |
| CS放送 (全国放送) | フジテレビTWO       | フジテレビ系列 | 水曜日 13:20 - 13:40 | 5日遅れ   |
| CS放送 (全国放送) | フジテレビTWO       | フジテレビ系列 | 木曜日 26:25 - 26:45 | 6日遅れ   |

### 不定期ネット局
- 福島テレビ
- テレビ宮崎

### 過去のネット局
- 高知さんさんテレビ[4]

## 制作スタッフ
- 企画：岡部要一（扶桑社）
- チーフプロデューサー：清水宏泰
- プロデューサー：金佐智絵（ザ・ワークス）
- 制作協力：THE WORKS
- 制作著作：フジテレビ

企画以外は基本『FNS地球特捜隊ダイバスター』や『マツコの部屋』のスタッフが担当。
取材拒否の店2015　スタッフ
- 企画：赤池洋文（フジテレビ）
- 編集：菊地正吾（IMAGICA）
- MA：大浦克寿（IMAGICA）
- 音効：井澤利幸、今村真由美（AXL）
- 衣裳：小松原久美子
- TK：碓井香都子
- プロデューサー：藤本大介（以前はAD）
- ディレクター（演出）：遠藤達也
- 制作協力：STAy
- 制作著作：フジテレビ